# Per chi vuole canterò
Per chi vuole canterò è una canzone scritta e musicata nel XII secolo dal trovatore Bernard de Ventadorn.
Questo brano di musica antica provvede certamente l'idea dell'amore divinizzato tanto in voga nella Provenza medievale.
Il brano viene eseguito preferibilmente da una voce femminile accompagnata della viella, lo strumento tipico dei trovatori ma, come tutti i brani del periodo, può essere eseguito, al di là delle attenzioni alla filologia musicale, con accompagnamento realizzato da qualsiasi strumento o insieme di strumenti.

## Parole della canzone
La canzone ha ricevuto una traduzione di adattamento in italiano ma se ne conosce anche il testo originale in lingua d'oc.

## Italiano
Per chi vuole canterò,

fin che voce serberò,

una canzonetta che 

compose un cavalier.

Sotto l'ombra d'un verzier,

seduto con la sua bella.

## Lingua d'oc
Volez vos que je vos chant,

un son d'amors avenant?

Vilain nel fist mie

ainz la fist un chevaliern.

soz l'ombre d'un olivier,

uetre les bresz'a mie.